# Кенни, Клейтон
Кле́йтон О́ртен Ке́нни (англ. Clayton Orten Kenny; 21 декабря 1928, Оттава — 29 июня 2015, Карлтон-Плейс) — канадский боксёр лёгкой весовой категории, выступал за сборную Канады в первой половине 1950-х годов. Участник летних Олимпийских игр в Хельсинки, многократный победитель и призёр национальных первенств.

## Биография
Клейтон Кенни родился 21 декабря 1928 года в Оттаве. Активно заниматься боксом начал в возрасте четырнадцати лет после того как однажды был избит пьяным водителем и провёл несколько месяцев в больнице. Будучи слабым ребёнком, усердно тренировался, несмотря на предупреждение врачей о недопустимости серьёзных физических нагрузок.
Неоднократно побеждал на различных региональных турнирах, становился чемпионом провинций Квебек и Онтарио, выигрывал молодёжные любительские турниры «Золотые перчатки». В зачёте взрослого национального первенства дебютировал в сезоне 1947 года, в полулёгкой весовой категории дошёл до финала, проиграв по очкам Френку Уайту, и получил тем самым награду серебряного достоинства. Год спустя на чемпионате Канады сумел добраться лишь до стадии полуфиналов, где потерпел поражение от Арманда Савойе.
В 1952 году, поднявшись в лёгкий вес, Кенни впервые одержал победу в зачёте национального первенства и благодаря череде удачных выступлений удостоился права защищать честь страны на летних Олимпийских играх в Хельсинки. В стартовом поединке техническим нокаутом взял верх над датчанином Нильсом Бертельсеном, однако во втором матче по очкам уступил венгру Иштвану Юхасу.
После хельсинкской Олимпиады Клейтон Кенни ещё в течение некоторого времени оставался в основном составе боксёрской команды Канады и продолжал принимать участие в крупнейших международных турнирах, в частности дважды защитил титул национального канадского чемпиона. В 1954 году он был назначен капитаном канадской сборной по боксу и съездил с командой на Игры Британской империи и Содружества наций в Ванкувер, где, тем не менее, попасть в число призёров не смог, остановившись на стадии четвертьфиналов. Пытался пройти квалификацию на домашние Олимпийские игры 1956 года в Мельбурне, но во время национального отборочного турнира получил перелом руки и вынужден был завершить спортивную карьеру.
Впоследствии неоднократно участвовал в боксёрских поединках в качестве рефери. Включён в Канадский зал славы бокса, Зал славы бокса Оттавы, Зал славы бокса Пенсильвании, Зал славы RA Centre.
Умер от сердечного приступа 29 июня 2015 года в городе Карлтон-Плейс, Онтарио. Пережил свою жену Хелен Энн Кенни (умерла в 1989 году), оставил после себя троих сыновей, шестерых внуков, четырёх правнуков.